# 大分市営温水プール
大分市営温水プール（おおいたしえいおんすいプール）は、大分県大分市西浜1番14号にある大分市が運営する温水プールである。

## 概要
1974年（昭和49年）に開館した温水プールである。現在のプールは、老朽化した旧プールを改築して、1995年（平成7年）7月21日にオープンした。
日本水泳連盟公認の25mプール（25m x 17m x 1.2m）と、10mの幼児用プール（10m x 5m x 0.65-0.7m）からなる。大プールは全8コースで、3コース分には水深を0.6m-1.8mに調整できる可動床システムが導入されている。また、1 - 2階合計で300人を収容する観覧席を備えている。
- 営業時間[3]
  - 10:00 - 21:00（7 - 8月は21:30まで）
- 休館日[3]
  - 毎週火曜日・年末年始（12月29日 - 1月3日）
  - 他に、年14日程度、法定点検による休館がある。

## 天井落下事故
2017年（平成29年）1月22日午前8時半頃、大プールと幼児用プールの間の通路に、ケイ酸カルシウム板の天井材の一部（縦90cm、横180cm）が落下しているのを職員が発見した。前日23時15分頃に警備会社が点検した際には異常は発見されておらず、営業時間外に落下したものとみられている。プールは1月22日は通常通り開館したものの、他の天井材が落下する恐れを考慮して通常より早い18時半頃に閉館し、点検及び補習のために1月23日から臨時休業している。再開時期は未定で、仮に大プールの天応を全面的に張り替えることになった場合には、休業が長期化する可能性もあるという。
このプールでは、2015年（平成27年）4月にも、幼児用プールの天井の一部（縦4m、横9m、重さ約200kg）がはがれて、プールサイドに落下する事故が起きていた。この時には、同年11月に幼児用プールの天井部分を全面的に張り替えたが、落下した天井材は石膏ボードと木板とを貼り合わせただったため、ケイ酸カルシウム板を使っている大プール部分については落下の恐れはないとして改修していなかった。